# Georg Ruppelt

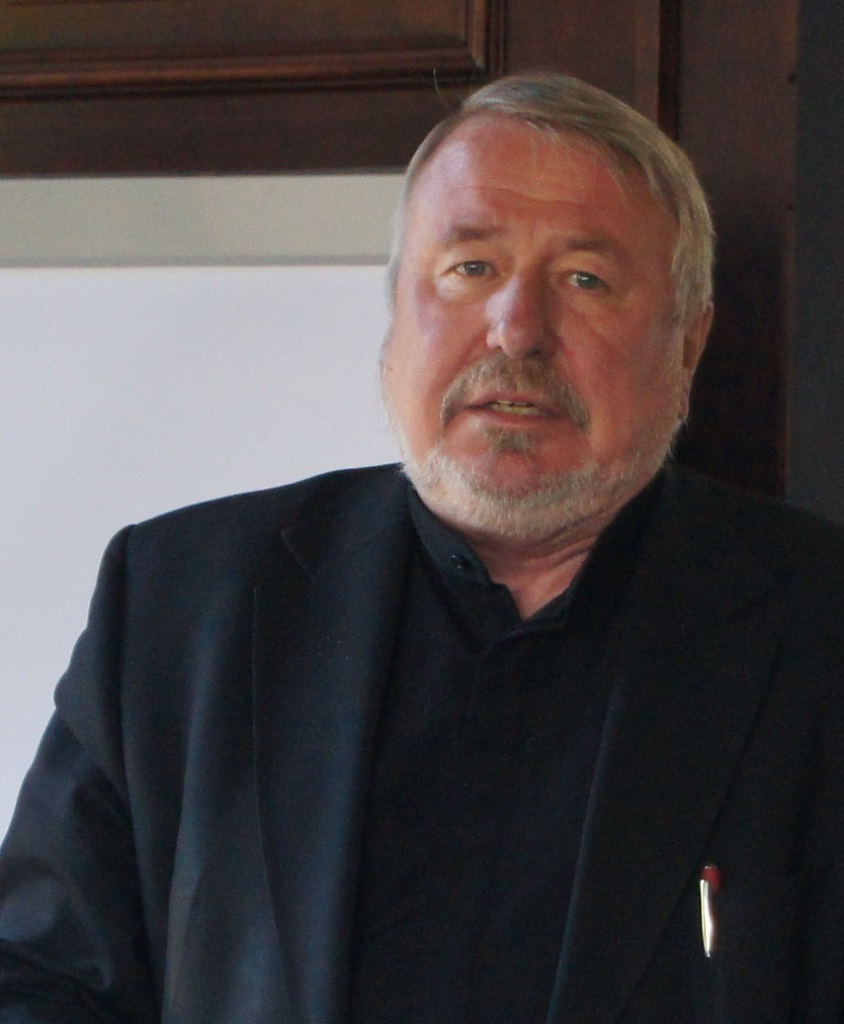
Georg Ruppelt (2018)

Georg Ruppelt (geboren 3. Oktober 1947 in Salzgitter) ist ein deutscher Bibliothekar und Sachbuchautor zu literatur- und regionalgeschichtlichen Themen. Von 2002 bis 2015 war er Direktor der Gottfried Wilhelm Leibniz Bibliothek – Niedersächsische Landesbibliothek in Hannover. Er lebt in Halchter, einem Ortsteil von Wolfenbüttel.

## Leben
Georg Ruppelt besuchte das Kranich-Gymnasium Salzgitter. Nach dem Abitur 1966 diente er drei Jahre bei der Bundeswehr. Sein Studium der Geschichte, Germanistik, Pädagogik und Philosophie an der Georg-August-Universität Göttingen und der Technischen Universität Carolo-Wilhelmina zu Braunschweig schloss er 1974 ab und promovierte später an der Universität Braunschweig über Friedrich Schiller im nationalsozialistischen Deutschland.
Von 1977 bis 1979 war Ruppelt Bibliotheksreferendar in Wolfenbüttel und Köln, anschließend  Direktionsassistent und Abteilungsleiter an der Staats- und Universitätsbibliothek Hamburg. Nebenamtlich dozierte er an der Universität Hamburg.
1987 wurde Ruppelt stellvertretender Direktor der Herzog August Bibliothek in Wolfenbüttel und fungierte dort als Stellvertreter von Paul Raabe. Ab 1979 engagierte sich Ruppelt zudem in nationalen und internationalen bibliothekarischen und kulturpolitischen Gremien. Ab 1996 gehörte er dem Vorstand der Stiftung Lesen an, die er von 2001 bis 2005 als Vorsitzender leitete.
Von 2000 bis 2006 hatte Ruppelt unter anderem die Funktion des Stellvertretenden Vorsitzenden des Deutschen Kulturrates inne, war Beirat des Goethe-Instituts sowie Mitglied der Deutschen UNESCO-Kommission. Im Jahr 2000 wurde er erstmals zum zweiten Sprecher der Deutschen Literaturkonferenz gewählt, 2009 in diesem Amt bestätigt.
Unterdessen hatte Ruppelt 2002 die Aufgaben des Direktors der Niedersächsischen Landesbibliothek in Hannover übernommen, die auf seine Veranlassung hin seit 2005 den Namen Gottfried Wilhelm Leibniz Bibliothek trägt. Zuvor hatte er dort 2004 die Akademie für Leseförderung gegründet mit der Stiftung Lesen und dem Land Niedersachsen als Träger.
2002, 2005, 2007 und 2011 initiierte Ruppelt mit Unterstützung der Bundesregierung und dem Land Niedersachsen vier internationale Kongresse zum Thema NS-Raubgut in Hannover, gefolgt von einer 2013 initiierten Publikation zum Thema Displaced Persons Camps.
Im Oktober 2015 wurde Georg Ruppelt pensioniert. Nachdem er im selben Jahr in das Präsidium des Heimatbundes Niedersachsen gewählt worden war, übernahm er 2019 für die Organisation das Amt des Vizepräsidenten.

## Auszeichnungen
- Am 24. November 2005 wurde Georg Ruppelt mit dem Verdienstkreuz am Bande des Verdienstordens der Bundesrepublik Deutschland geehrt für sein Engagement als langjähriges Vorstandsmitglied und -vorsitzender der Stiftung Lesen.[9]
- Ebenfalls 2005 zeichnete die Stiftung Lesen Ruppelt mit der goldenen Ehrennadel aus.[5]
- 24. November 2014: Cord-Borgentrick-Stein für Georg Ruppelts „[…] Verdienste um die Buch- und Lesekultur in Niedersachsen und sein Engagement für Gottfried Wilhelm Leibniz“[10]
- Am 26. August 2015 ehrte der Börsenverein des Deutschen Buchhandels, vertreten durch Michael Hechinger, vor etwa 100 Gästen im Museum Wilhelm Busch – Deutsches Museum für Karikatur und Zeichenkunst das „[…] außerordentliche Engagement“ des „[…] unermüdlichen Netzwerkers“ durch die Verleihung der Theodor-Fuendeling-Plakette.[11]

## Schriften
Georg Ruppelt publizierte mehr als 400 Aufsätze und 40 Monographien, nicht eingerechnet seine journalistischen und literarischen Texte, darunter
- Schiller im nationalsozialistischen Deutschland. Der Versuch einer Gleichschaltung. Dissertation. (= Metzler-Studienausgabe). Metzler, Stuttgart 1978, ISBN 3-476-00410-4.
- mit Wolfgang Milde und Paul Raabe: Die Herzog August Bibliothek in den letzten 100 Jahren, Göttinger Hochschulschriften-Verlag Bautz, Göttingen 1980, ISBN 3-88309-005-0.
- Von der Herzoglichen Bibliothek zur Herzog August Bibliothek. Geschichte der Wolfenbütteler Bibliothek von 1920–1949. (= Arbeiten zur Geschichte des Buchwesens in Deutschland.) Göttinger Hochschulschriften-Verlag Bautz, Göttingen 1980, ISBN 3-88309-004-2.
- mit Paul Raabe: Quellenrepertorium zur neueren deutschen Literaturgeschichte. 3., vollst. neu bearb. Aufl. (= Sammlung Metzler. M 74, Abt. B, Literaturwissenschaftliche Methodenlehre). Metzler, Stuttgart 1981, ISBN 3-476-13074-6.
- mit Ilse Michaelis-Feigel und Werner von Schaper (im Auftrag der Kommission des Deutschen Bibliotheksinstituts für Öffentlichkeitsarbeit): Bibliotheksgesellschaften und Fördervereine. Ergebnisse einer Umfrage und Folgerungen. (= Deutsches Bibliotheksinstitut <Berlin, West>, DBI-Materialien. Band 62). Dbi, Berlin 1986, ISBN 3-87068-862-9.
- mit Sabine Solf (Hrsg. im Auftrag der Gesellschaft der Freunde der Herzog August Bibliothek): Lexikon zur Geschichte und Gegenwart der Herzog August Bibliothek Wolfenbüttel. Paul Raabe zum 29.2.92. (= Lexika europäischer Bibliotheken. Band 1). Harrassowitz, Wiesbaden 1992, ISBN 3-447-03233-2.
- Alte Büchersammlung und modernes Forschungszentrum. Herzog August Bibliothek, Wolfenbüttel 1993 (?)
- Buchmenschen in Büchern. Von Antiquaren und Buchhändlern, Verlegern und Buchbindern, Buchdruckern und Setzern, Bücherschändern und Bücherdieben, vom letzten Buchautor und von der Zukunft des Buches (= Sammlung Harrassowitz). Harrassowitz, Wiesbaden 1997, ISBN 3-447-03922-1.
- Schöningens berühmtester Schüler August Lafontaine und das Anna-Sophianeum (= Beiträge zur Geschichte des Landkreises und der ehemaligen Universität Helmstedt. Heft 11). Landkreis Helmstedt, Helmstedt 1997, ISBN 3-937733-10-8.

- In der Reihe Lesesaal / kleine Spezialitäten aus der Gottfried-Wilhelm-Leibniz-Bibliothek – Niedersächsische Landesbibliothek (Verlag Niemeyer, Hameln)
  - „Keiner, den ein Weib geboren“ / von schönen neuen Menschen und Klonen in der Literatur. Vortrag, gehalten am 20. August 2002 in der Niedersächsischen Landesbibliothek, 2002, ISBN 3-8271-8801-6.
  - Von den Gefahren des Lesens. Heft 3, 2002, ISBN 3-8271-8803-2.
  - „Die Kunst des Selbstrasierens“ / Tarnschriften gegen die nationalsozialistische Diktatur. Heft 5, 2002, ISBN 3-8271-8805-9.
  - „Der große summende Gott“ / Geschichten von Denkmaschinen, Computern und künstlicher Intelligenz. mit einer Dokumentation der Ausstellung von Uwe Drewen …, Heft 7, 2003, ISBN 3-8271-8807-5.
  - Verlegt in Niedersachsen – Buchverlage stellen sich vor. Mit einem Essay „Die da zween Herren dienen“ / der Verleger als literarisches Motiv. Heft 8, veröffentlicht in Zusammenarbeit mit dem Börsenverein des Deutschen Buchhandels, Landesverband Niedersachsen e. V., 2003, ISBN 3-8271-8808-3.
  - Der Geschichte und Geschichten schrieb: Oskar Meding – hannoverscher Diplomat, preußischer Agent, Bestsellerautor (1828–1903). Heft 10, 2003, ISBN 3-8271-8810-5.
  - mit Marita Simon (im Auftrag der Freunde und Förderer der Niedersächsischen Landesbibliothek e. V.): Zwischen Harz und Helgoland / Heinrich Heine in Norddeutschland. Heft 12, 2004, ISBN 3-8271-8812-1.
  - Professor Unrat und die Feuerzangenbowle / von Gymnasiallehrern in der Literatur. Heft 15, 2004, ISBN 3-8271-8815-6.
  - Braunschweig, mein Braunschweig / literarische Annäherungen. Heft 16, ISBN 3-8271-8816-4, 3-8271-9060-6.
  - Hitler gegen Tell / die „Gleich- und Ausschaltung“ Friedrich Schillers im nationalsozialistischen Deutschland. Heft 20, 2005, ISBN 3-8271-8820-2.
  - Es begann 1609 mit dem Aviso – Zeitungen in Niedersachsen. Gottfried-Wilhelm-Leibniz-Bibliothek in Zusammenarbeit mit dem VNZV, Verband Nordwestdeutscher Zeitungsverlage e. V., Heft 24, 2007, ISBN 978-3-8271-8824-3.
  - Thomas Mann im Teebeutel / die Tarnschriften-Sammlung der Gottfried-Wilhelm-Leibniz-Bibliothek. Heft 26, 2007, ISBN 978-3-8271-8826-7.
- In der Reihe Schriften / Gottfried-Wilhelm-Leibniz-Bibliothek. Hameln: Niemeyer:
  - mit Thomas Fuchs: Kostbarkeiten, Informationen, Begegnungen / die Gottfried-Wilhelm-Leibniz-Bibliothek – Niedersächsische Landesbibliothek stellt sich vor. Band 3, 2007, ISBN 978-3-8271-8903-5.
  - Niedersachsen! Von Menschen und Büchern zwischen Elbe und Ems, Harz und Nordsee. Band 4, 2007, ISBN 978-3-8271-8904-2.
- mit Elke Weyershausen und Wolfgang Lange: Wolfenbütteler Album 1902–2002 / Die Volksbank in Wolfenbüttel im Spiegel der Zeit. mit einem Beitrag Die Volks- und Raiffeisenbanken im Salzgittergebiet von Jörg Leuschner (hrsg. von der Volksbank Wolfenbüttel-Salzgitter eG), Wolfenbüttel: Roco-Dr., 2002, ISBN 3-9808605-0-7.
- Die Verkistung der Welt oder: wie der Container die Häfen verändert hat. zur „Kleinen Ausstellung“ Deutsche Nordseehäfen – Menschen und Schiffe in der Niedersächsischen Landesbibliothek vom 23. Juli bis 21. August 2003
- mit Gabriele Beger (Hrsg.): Information Macht Bildung / Leipzig, 23. bis 26. März 2004, zugleich 93. Deutscher Bibliothekartag, 55. Jahrestagung der Deutschen Gesellschaft für Informationswissenschaft und Informationspraxis e. V. (DGI). 1. Auflage. Wiesbaden: Dinges und Frick, 2004, ISBN 3-934997-10-4.
- Nachdem Martin Luther Papst geworden war und die Alliierten den Zweiten Weltkrieg verloren hatten / literarische Alternativen zur besten der Welten. Begleitband zur gleichnamigen Ausstellung in der Gottfried Wilhelm Leibniz Bibliothek, 1. Auflage. Hannover: Wehrhahn, 2007, ISBN 978-3-86525-096-4.
- Hamburger Bücherskizzen. Verlag Traugott Bautz, Nordhausen 2007, ISBN 978-3-88309-414-4.
- Niedersachsen! / von Menschen und Büchern zwischen Elbe und Ems, Harz und Nordsee. Hameln: Niemeyer, 2007, ISBN 978-3-8271-9255-4.
- Buch- und Bibliotheksgeschichte(n). Hildesheim: Olms, 2007, ISBN 978-3-487-13429-1.
- als Hrsg. im Auftrag der Freunde und Förderer der Gottfried-Wilhelm-Leibniz-Bibliothek e. V.: UNESCO-Weltdokumentenerbe: der Briefwechsel von Gottfried Wilhelm Leibniz / Aufnahme des Briefwechsels von Gottfried Wilhelm Leibniz in das Register des UNESCO-Weltdokumentenerbes „Memory of the world“. Dokumentation der Festveranstaltung vom 1. Juli 2008, Hameln: Niemeyer, 2009, ISBN 978-3-8271-8900-4.
- mit Paul Michael Lützeler: Nimm und lies / zwei Essays über das Lesen. Entspricht Take up and read (Volkswagenstiftung), dt./engl., übers. von Alexander Reynolds, Hannover: Volkswagen-Stiftung, 2009
- im Auftrag der Volksbank Lüneburger Heide eG: Lüneburger Zeitreise / durch Stadt und Region von 1859 bis 2009 / mit einem Ausblick auf 2009. Lüneburg: Volksbank Lüneburger Heide, 2009 (?), ISBN 978-3-00-027918-8.
- mit Ulrike Annick Weber (Mitarb.): Und daß du so mein Herz gewannst, macht bloß, weil du so dichten kannst!! / Literarisches Leben des 19. und beginnenden 20. Jahrhunderts im niedersächsischen Raum. Springe: zu Klampen, ISBN 978-3-86674-092-1.
- Curiosa: Erhellendes und Erheiterndes aus vier Jahrhunderten. in der Reihe Edition Braunschweiger Zeitungsverlag. Band 2, 1. Auflage. Essen: Klartext-Verlag, 2010, ISBN 978-3-8375-0424-8.
- als Hrsg.: West-östliche Bande / Erinnerungen an interdeutsche Bibliothekskontakte. Mit einem Exkurs „Rückgaben von kriegsbedingt verlagertem Kulturgut“ von Jörg Fligge. In: Zeitschrift für Bibliothekswesen und Bibliographie. Sonderbd. 103, Frankfurt am Main: Klostermann, 2011, ISBN 978-3-465-03700-2.